# Serranía Media
Serranía Media es una comarca o subcomarca (ya que se le incluye dentro de la comarca de Serranía Media-Campichuelo y Serranía Baja) de la provincia de Cuenca  en la que está situada la capital conquense.

## Municipios
|     | Municipio                 | Población (INE 2009) | Superficie (km²) | Densidad (hab/km²) |
| --- | ------------------------- | -------------------- | ---------------- | ------------------ |
| 1.  | Cuenca                    | 55.866               | 911,06           | 61,32              |
| 2.  | Las Valeras               | 1.584                | 112,96           | 14,02              |
| 3.  | Arcas del Villar          | 1.266                | 82               | 15,44              |
| 4.  | Villar de Olalla          | 1.195                | 158,08           | 7,56               |
| 5.  | Cardenete                 | 623                  | 97,51            | 6,39               |
| 6.  | Fuentenava de Jábaga      | 534                  | 133,09           | 4,01               |
| 7.  | Fuentes                   | 508                  | 107,60           | 4,72               |
| 8.  | Almodóvar del Pinar       | 457                  | 95,03            | 4,81               |
| 9.  | Enguídanos                | 415                  | 165,35           | 2,51               |
| 10. | Chillarón de Cuenca       | 401                  | 39,41            | 10,18              |
| 11. | Albaladejo del Cuende     | 350                  | 55,20            | 6,34               |
| 12. | Palomera                  | 187                  | 50,07            | 3,73               |
| 13. | Olmeda del Rey            | 180                  | 75,44            | 2,39               |
| 14. | Valdetórtola              | 167                  | 103,21           | 1,62               |
| 15. | Valdemoro-Sierra          | 149                  | 107,79           | 1,38               |
| 16. | Monteagudo de las Salinas | 136                  | 130,85           | 1,04               |
| 17. | Paracuellos               | 133                  | 123,48           | 1,08               |
| 18. | Uña                       | 117                  | 23,25            | 5,03               |
| 19. | Buenache de la Sierra     | 116                  | 57,48            | 2,02               |
| 20. | Barchín del Hoyo          | 93                   | 65,25            | 1,43               |
| 21. | Valdemorillo de la Sierra | 81                   | 70,27            | 1,15               |
| 22. | Abia de la Obispalía      | 80                   | 68,01            | 1,18               |
| 23. | Beamud                    | 73                   | 23,86            | 3,06               |
| 24. | Fresneda de Altarejos     | 72                   | 59,90            | 1,20               |
| 25. | Piqueras del Castillo     | 68                   | 45,87            | 1,48               |
| 26. | Chumillas                 | 67                   | 40,19            | 1,67               |
| 27. | La Cierva                 | 53                   | 71,48            | 0,74               |
| 28. | La Parra de las Vegas     | 41                   | 61,51            | 0,67               |
| 29. | Solera de Gabaldón        | 34                   | 50,35            | 0,68               |
| 30. | Bascuñana de San Pedro    | 27                   | 19,62            | 1,38               |
|     | TOTAL                     | 65.073               | 3.205,09         | 20,30              |